# تولباغية جبلية
تولباغية جبلية (الاسم العلمي:Tulbaghia montana) هي نوع من النباتات يتبع جنس التولباغية من الفصيلة النرجسية.